# 半拉山街道
半拉山街道，是中华人民共和国辽宁省朝阳市龙城区下辖的一个乡镇级行政单位。

## 行政区划
半拉山街道下辖以下地区：
龙山社区和半拉山村。